# Santa Rita de Sampa
| Оценки критиков | Оценки критиков |
| Источник        | Оценка          |
| --------------- | --------------- |
| Allmusic        | [ 1 ]           |

Santa Rita de Sampa — альбом бразильской певицы Риты Ли, выпущенный 4 сентября 1997 года на Universal Music. Этот альбом ознаменовал возвращение Риты Ли, спустя некоторое время оправившейся после бытового несчастного случая.

## Список композиций
| №   | Название                              | Автор(ы)                     | Длительность |
| --- | ------------------------------------- | ---------------------------- | ------------ |
| 1.  | «Santa Rita de Sampa»                 | Ли, Карвальо                 |              |
| 2.  | «Normal em Curitiba»                  | Ли, Карвальо                 |              |
| 3.  | «Fruta Madura»                        | Ли, Карвальо                 |              |
| 4.  | «O Que Você Quer»                     | Карвальо, Арнальдо Антунес   |              |
| 5.  | «Jardim de Allah»                     | Ли, Матильда Ковак           |              |
| 6.  | «Ando Jururu» (совместно с Raimundos) | Ли                           |              |
| 7.  | «Tum Tum» (совместно с Guinga)        | Ли, Карвальо                 |              |
| 8.  | «Longe Daqui, Aqui Mesmo»             | Ли, Карвальо                 |              |
| 9.  | «Homem Vinho»                         | Ли, Карвальо                 |              |
| 10. | «Dona Doida»                          | Ли, Карвальо                 |              |
| 11. | «Obrigado Não»                        | Ли, Карвальо                 |              |
| 12. | «Menino de Braçanã»                   | Луис Виейра, Арнальдо Пассос |              |